# مارسل کاپل

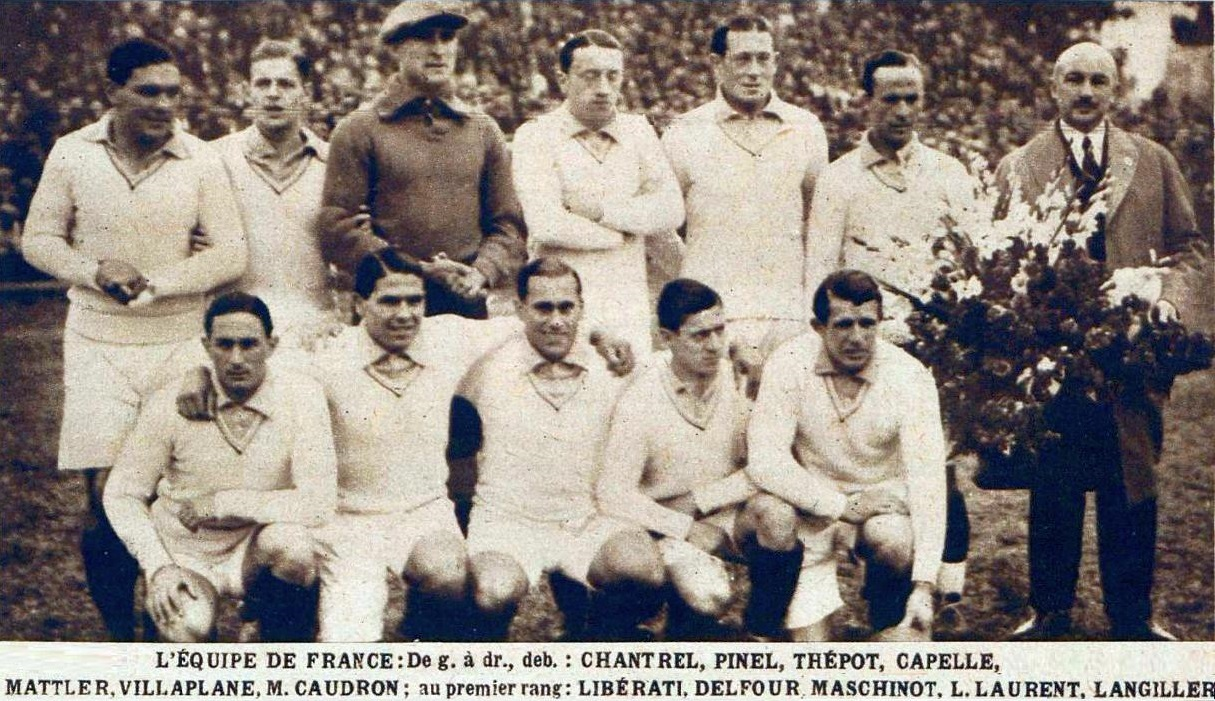
عکس تیمی با حضور مارسل کاپل در آن

مارسل کاپل (انگلیسی: Marcel Capelle؛ ۱۹۰۴ – ۱ ژانویه ۱۹۹۳) یک بازیکن فوتبال اهل فرانسه بود.